# Musée historique de Strasbourg
Il musée historique di Strasbourg è un museo dedicato alla storia di Strasburgo. Si trova al numero 2 di rue du Vieux-Marché-aux-Poissons, sulla riva del fiume Ill, tra la piazza della Cattedrale e quella di Corbeau.

## Storia

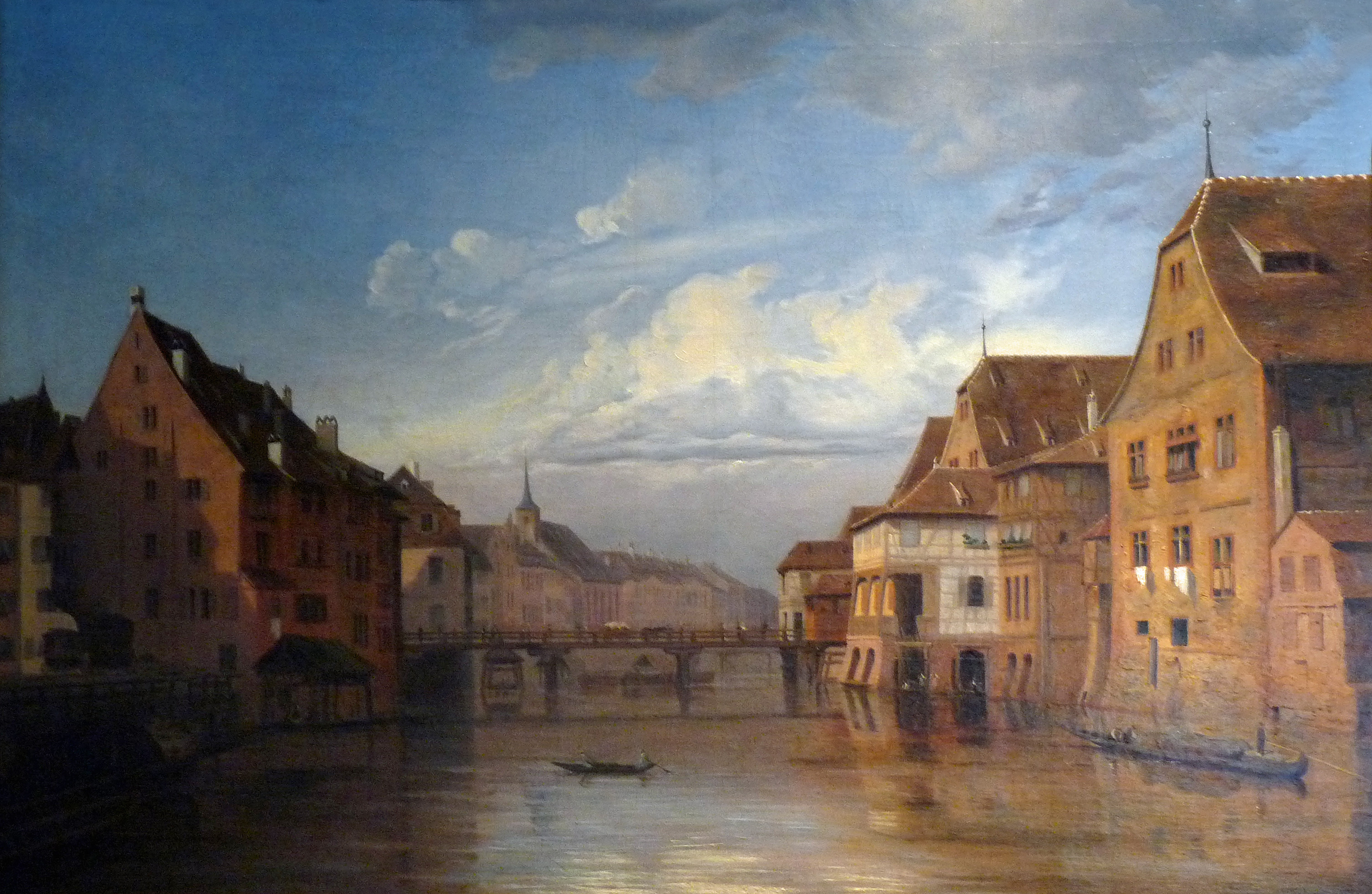
Le Pont du Corbeau et la Grande Boucherie (Eugène Petitville, 1841) mostrante il macello costruito nel cortile e in parte sul fiume Ill.

Fondato nel 1920, il museo occupa l'edificio dell'antica Grande boucherie de Strasbourg (edificato nel 1586-1588), classificato monumento storico.
Il 30 giugno 2007, dopo venti anni di chiusura per lavori, il museo venne riaperto al pubblico presentando un primo gruppo di opere sulla storia di Strasburgo, dalle prime tracce di civilizzazione al 1800; il secondo gruppo è stato aperto il 16 novembre 2013, situato al primo piano dell'edificio e copre dal periodo napoleonico al presente. Alla fine del 2013, la riapertura è stata completata e tutte le sale del museo sono aperte al pubblico.

## Collezioni
Il museo presenta la storia politica, economica e sociale di Strasburgo, attraverso un insieme di oggetti, militari, di abbigliamento, pitture, disegni, sculture e altri oggetti illustranti la storia dal Medioevo al XVIII secolo. Alcune collezioni più recenti saranno rese disponibili dopo una successiva fase di lavori.

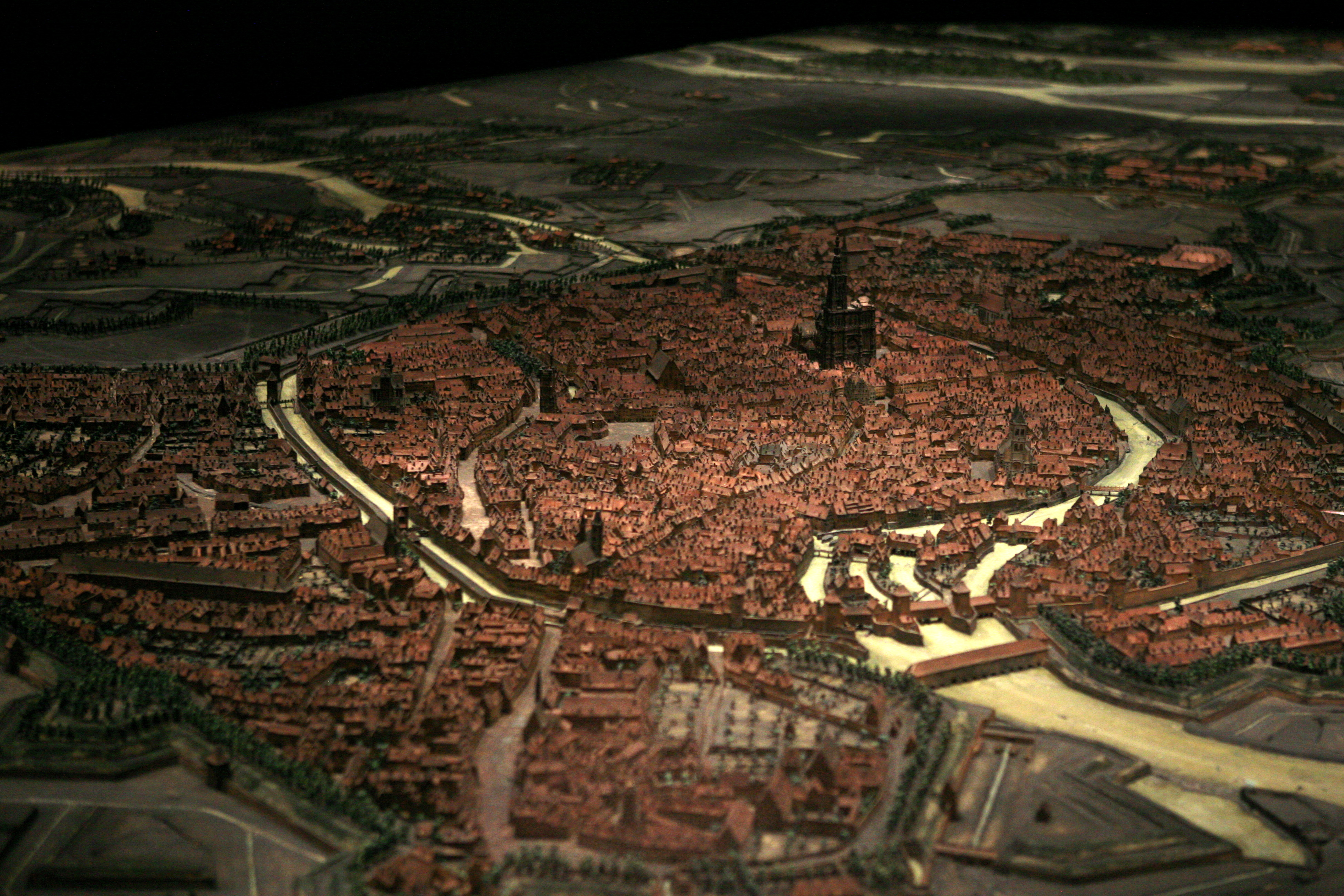
Plastico di Strasburgo.

Al momento soltanto 1 650 dei 200 000 oggetti posseduti dal museo sono esposti, e tra questi un plastico della città del 1727. Si tratta di una rappresentazione della città e dei suoi immediati dintorni, come modello in scala 1/600 , su una superficie di circa 80 m2.